# Todd Martin
Todd Christopher Martin (Hinsdale, Illinois, 8 de julio de 1970) es un extenista estadounidense.
Tuvo su mejor temporada en 1994, cuando alcanzó la final del Abierto de Australia y las semifinales de Wimbledon y del US Open. Al año siguiente se coronaría campeón de Copa Davis. Tendría una actuación bastante regular durante los siguientes años en los que alcanzaría dos veces más las semifinales de Wimbledon y US Open, incluida su participación en el partido final en el USTA National Tennis Center en 1999. También llegó a la final de la Copa Grand Slam y el Masters de Canadá.

## Torneos de Grand Slam

### Finalista en Individuales (2)
| Año  | Campeonato           | Oponente en la final | Resultado                 |
| 1994 | Abierto de Australia | Pete Sampras         | 6-7(4) 4-6 4-6            |
| 1999 | Abierto de EE. UU.   | Andre Agassi         | 4-6 7-6(5) 7-6(2) 3-6 2-6 |

## Títulos (13;8+5)

### Individuales (8)
| Leyenda                |
| Grand Slam (0)         |
| Tennis Masters Cup (0) |
| ATP Masters Series (0) |
| ATP Tour (8)           |

| N.º | Fecha                  | Torneo         | Superficie    | Oponente en la final | Resultado       |
| --- | ---------------------- | -------------- | ------------- | -------------------- | --------------- |
| 1.  | 10 de mayo de 1993     | Coral Springs  | Tierra batida | David Wheaton        | 6-3 6-4         |
| 2.  | 7 de febrero de 1994   | Menfis         | Dura          | Brad Gilbert         | 6-4 7-5         |
| 3.  | 6 de junio de 1994     | Queen's Club   | Césped        | Pete Sampras         | 7-6(4) 7-6(4)   |
| 4.  | 13 de febrero de 1995  | Menfis         | Dura          | Paul Haarhuis        | 7-6(2) 6-4      |
| 5.  | 8 de junio de 1996     | Sydney Outdoor | Dura          | Goran Ivanišević     | 5-7 6-3 6-4     |
| 6.  | 13 de abril de 1998    | Barcelona      | Tierra batida | Alberto Berasategui  | 6-2 1-6 6-3 6-2 |
| 7.  | 9 de noviembre de 1998 | Estocolmo      | Dura          | Thomas Johansson     | 6-3 6-4 6-4     |
| 8.  | 11 de enero de 1999    | Sídney         | Dura          | Àlex Corretja        | 6-3 7-6(3)      |

### Finalista en individuales (12)
- 1993: Menfis (pierde ante Jim Courier)
- 1993: Washington (pierde ante Amos Mansdorf)
- 1993: Masters de Montreal (pierde ante Mikael Pernfors)
- 1993: Tokio (pierde ante Ivan Lendl)
- 1994: Abierto de Australia (pierde ante Pete Sampras)
- 1994: Atlanta (pierde ante Michael Chang)
- 1994: Pinehurst (pierde ante Jared Palmer)
- 1995: Grand Slam Cup (Múnich) (pierde ante Goran Ivanišević)
- 1996: Menfis (pierde ante Pete Sampras)
- 1996: Estocolmo (pierde ante Thomas Enqvist)
- 1999: Estoril (pierde ante Albert Costa)
- 1999: US Open (pierde ante Andre Agassi)

### Dobles (5)
| Leyenda                |
| Grand Slam (0)         |
| Tennis Masters Cup (0) |
| ATP Masters Series (1) |
| ATP Tour (4)           |

| N.º | Fecha | Torneo         | Superficie    | Pareja           | Oponentes en la final          | Resultado   |
| --- | ----- | -------------- | ------------- | ---------------- | ------------------------------ | ----------- |
| 1.  | 1993  | Tampa          | Tierra batida | Derrick Rostagno | Kelly Jones Jared Palmer       | 6-3 6-4     |
| 2.  | 1993  | Indianápolis   | Dura          | Scott Davis      | Ken Flach Rick Leach           | 6-4 6-4     |
| 3.  | 1995  | Bermudas       | Arcilla       | Grant Connell    | Brett Steven Jason Stoltenberg | 7-6 2-6 7-5 |
| 4.  | 1995  | Queen's Club   | Césped        | Pete Sampras     | Jan Apell Jonas Björkman       | 7-6 6-4     |
| 5.  | 2002  | Cincinnati TMS | Dura          | James Blake      | Mahesh Bhupathi Max Mirnyi     | 7-5 6-3     |

### Finalista en dobles (torneos destacados)
- 1995: Masters de París (junto a Jim Grabb pierden ante Grant Connell y Patrick Galbraith)
- 1998: Masters de Indian Wells (junto a Richey Reneberg pierden ante Jonas Björkman y Patrick Rafter)